# Biblioteca Vasconcelos
A Biblioteca Vasconcelos da Cidade do México é uma instituição bibliográfica localizada ao norte da capital mexicana, contigua à antiga estação de trem de Buenavista e à feira Tianguis Cultural del Chopo. Presta homenagem ao filósofo, educador e candidato presidencial José Vasconcelos, que foi presidente da Biblioteca Nacional do México e promotor ativo da leitura no início do século XX.
A Biblioteca Vasconcelos, que também é conhecida por “megabiblioteca” pela imprensa mexicana, foi um projeto impulsionado pela então presidente do Conselho Nacional para a Cultura e as Artes (Conaculta) do México, Sari Bermúdez, inaugurada em 2006 durante o mandato do presidente Vicente Fox Quesada. Foi projetada por uma equipe liderada pelo arquiteto Alberto Kalach e conta um design que permite ampliar suas estantes para fazer crescer seu acervo, que oficialmente é cerca de 580 mil itens.

## Inauguração

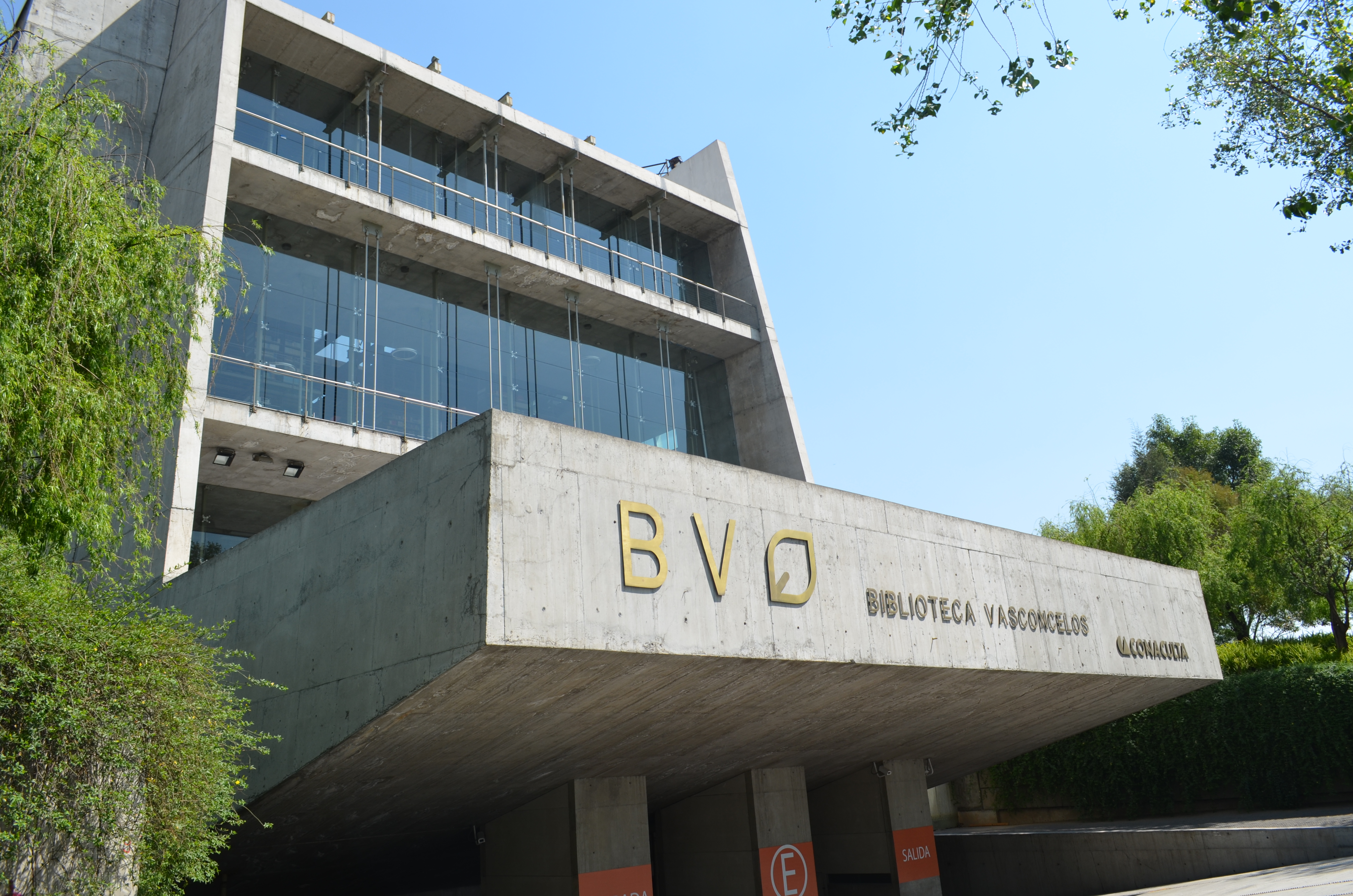
Fachada da biblioteca

O Congresso da República propôs planos para reduzir seu orçamento de 2005 e incluiu cortes aos três poderes do Estado, porém o Partido da Ação Nacional (partido do então presidente Fox Quesada) propôes um orçamento alternativo, que preservava fundos para o projeto Enciclomedia e para a biblioteca.
A biblioteca foi inaugurada pelo presidente Fox Quesada, em 16 de maio de 2006,  que afirmou que esta foi uma das construções mais avançadas do século XXI e que seria admirada em todo o mundo por sua arquitetura moderna.

## Construção e arquitetura
Estende-se por 38 mil metros quadrados de construção e teve um custo inicial de 954 milhões de pesos mexicanos (valores que para a época equivaleram aproximadamente 98 milhões de dólares). Foi realizado um concurso, onde o projeto dos arquitetos mexicanos Alberto Kalach, Gustavo Lipkau, Juan Palomar e Tonatiuh Martínez foi o vencedor.
A Biblioteca Vasconcelos é um recinto luminoso graças ao jogo de transparências que foi dado ao teto e paredes de cristal. Conta com três edifícios alinhados e cada um possui três andares superiores e um andar subsolo.
É adornada por várias esculturas de artistas mexicanos, incluindo a escultura Ballena (Baleia) de Gabriel Orozco, com localização privilegiada no centro do edifício.
Precisou ser fechada em março de 2007, devido a defeitos de construção. O auditor Superior da Estado detectou 36 irregularidades de construção e emitiu 13 moções de responsabilidade dos funcionários públicos do governo federal.
Entre as irregularidades encontradas destaca-se o extravio de blocos de mármore, a um custo de 15 milhões de pesos (cerca de 1,4 milhões de dólares).
Durante a administração de Felipe Calderón, os esforços para restaurar continuaram com um investimento adicional de 32 milhões de pesos (cerca de 3 milhões de dólares). Foi reaberta ao público em novembro de 2008 depois de 22 meses em reforma.